# Jayhawkers

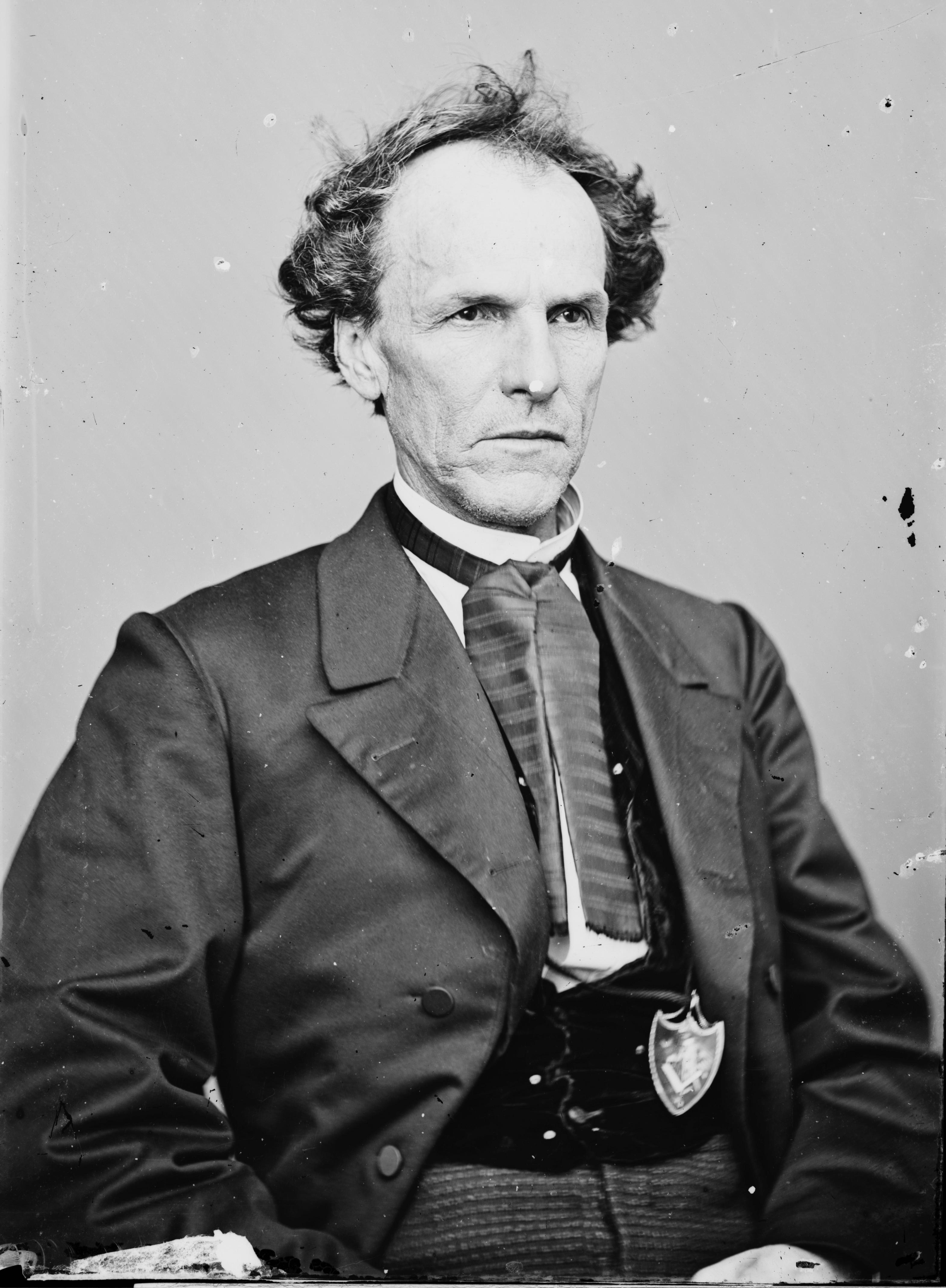
Senator James H. Lane, een beruchte leider van de Jayhawkers

Jayhawkers is een term die bekend werd toen militante groepen de naam adopteerden tijdens de gewelddadige gebeurtenissen in Kansas en Missouri (Bleeding Kansas), kort voor de Amerikaanse Burgeroorlog. De naam Jayhawkers is gedurende de burgeroorlog en daarna synoniem geworden voor inwoners van Kansas, en tegenwoordig verwijst het afgeleide "Jayhawk" nog steeds naar iemand die is geboren in Kansas, maar vaker naar een student, fan of ex-student van de universiteit van Kansas.
De origine van de naam Jayhawkers is niet duidelijk. De term werd gebruikt door emigranten naar Californië in 1849, maar mogelijk is het gebruik terug te voeren naar de onafhankelijkheidsoorlog, toen er een groep die loyaal was aan John Jay mee werd omschreven.
Tijdens de burgeroorlog waren de Jayhawkers Noordelijke milities die vanuit Kansas doelen in Missouri aanvielen. Ze gebruikten dezelfde tactieken als de Bushwhackers.

## In populaire cultuur
- Ride with the Devil (film)
- The Outlaw Josey Wales (film van Clint Eastwood)